# Pinguicula
Pinguicula is een geslacht van vleesetende planten met een 80-tal soorten die op elk continent behalve Antarctica voorkomen.
De enige soort die in Nederland (zeldzaam) voorkomt, is Pinguicula vulgaris (vetblad).